# Ruppersdorf (Remptendorf)
Ruppersdorf ist ein Ortsteil der Gemeinde Remptendorf im Saale-Orla-Kreis in Thüringen.

## Geografie
Das Straßenangerdorf liegt an einem Hang an der Landstraße L1099 zwischen Bad Lobenstein und Leutenberg im Thüringer Schiefergebirge. Am Ort entlang fließt der Reifbach, welcher in die Sormitz mündet.
Das Territorium des Ortes ist mit 882 ha eingetragen.

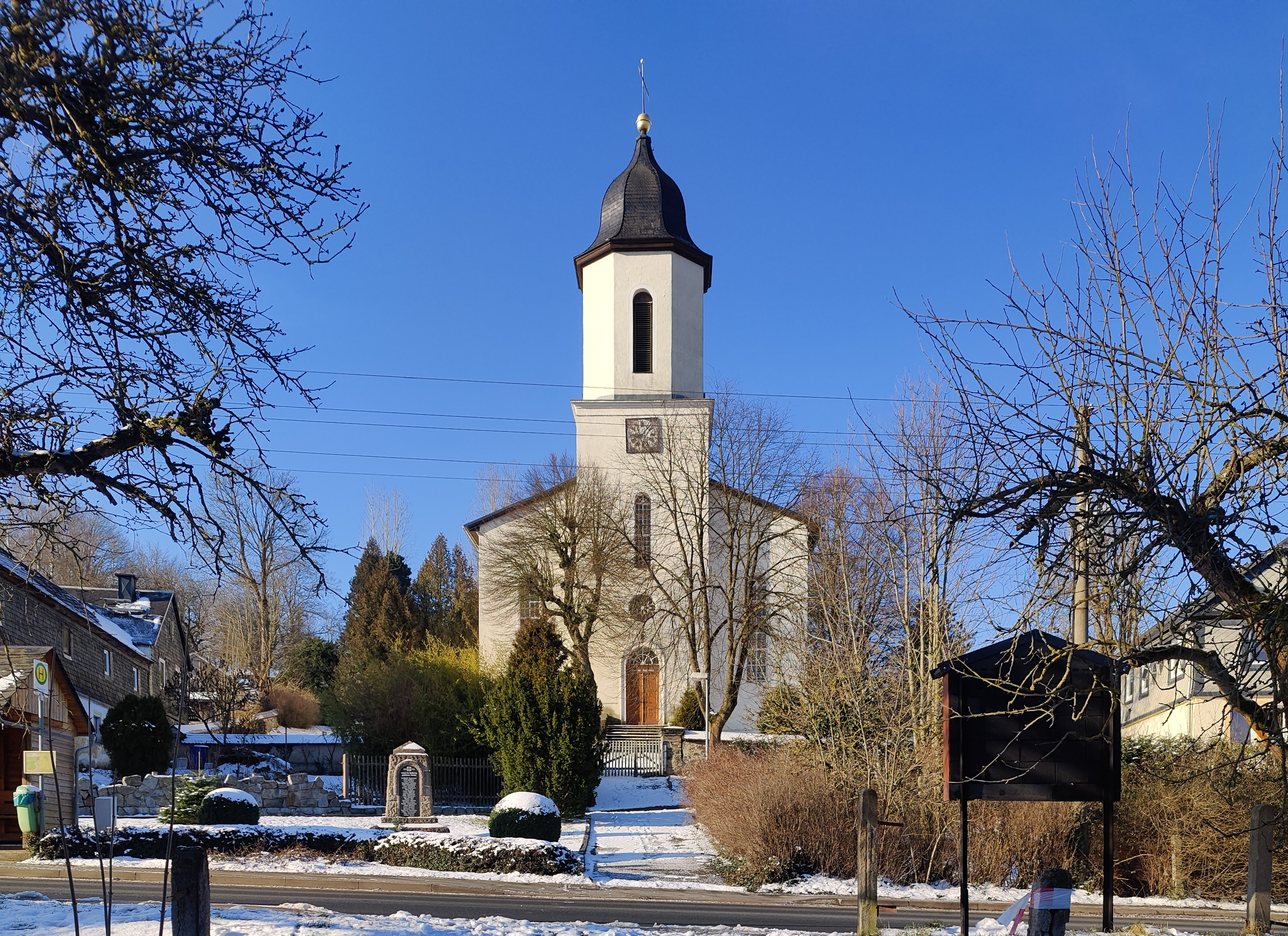
Kirche im Ort

## Geschichte
Erstmals urkundlich erwähnt wurde der Ort erst 1413 als Ruprechtstorff. Gegründet wurde es aber wohl bereits wesentlich früher.
Eine weitere urkundliche Erwähnung 1543 nennt den Namen mit Rupersdorf. Die Namensherkunft von Ruprecht oder Rupert erscheint logisch, ist aber nicht genau belegt. Die frühere Kapelle war dem heiligen Rupertus gewidmet, die jetzige Kirche wurde von 1850 bis 1853 gebaut. Eine der Glocken, die Laurentiusglocke, wurde bereits 1514 in Schleiz gegossen und hat alle Kriege überstanden. Durch den Ort führte im 16./17. Jahrhundert ein viel befahrener Fuhrmannsweg, welcher dem Gastgewerbe des Ortes sehr zuträglich war.
Der Ort gehörte zur reußischen „Herrschaft Lobenstein“, die zur Linie Reuß-Lobenstein gehörte. 1848 kam der Ort zum Fürstentum Reuß jüngerer Linie (ab 1852 zum Landratsamt Schleiz) und 1919 zum Volksstaat Reuß. Seit 1920 gehört der Ort zu Thüringen.

### Einwohnerentwicklung
Entwicklung der Einwohnerzahl (Stand jeweils 31. Dezember):
| - 1994: 320 - 1995: 317 - 1996: 312 | - 1997: 310 - 1998: 305 - 2009: 279 |

Datenquelle: Thüringer Landesamt für Statistik

## Wappen
Das Ortswappen zeigt im oberen Drittel die aufgehende Sonne auf blauem Grund, im linken Drittel 3 braune Berge, auf deren Gipfel je eine Fichte steht (blauer Grund), im rechten Drittel 3 goldene Ähren, ebenfalls auf blauem Grund.

## Wirtschaft
Im Ort ist die Grundschule und der Kindergarten sowie die ärztliche Grundversorgung der umliegenden Dörfer angesiedelt.
Das Gastgewerbe des Ortes ist gut ausgebaut.